# Gondreville, Oise
Gondreville är en kommun i departementet Oise i regionen Hauts-de-France i norra Frankrike. Kommunen ligger i kantonen Betz som tillhör arrondissementet Senlis. År 2022 hade Gondreville 217 invånare.

## Befolkningsutveckling
Antalet invånare i kommunen Gondreville
| Referens: INSEE |